# 農商務省 (日本)
農商務省（のうしょうむしょう）は、かつて産業行政を推進するために設置されていた日本の中央官庁。このページでは、第二次世界大戦中に設置された農商省（のうしょうしょう）も併せて述べる。

## 農商務省
農商務省（のうしょうむしょう）は、明治・大正期に存在した日本の中央官庁である。1881年（明治14年）に設立され、太政官制の下では農商務卿を長とし、内閣制度創設後は農商務大臣を長とした。所管分野は、主に農業・林業・水産業・商工業といった諸産業である。
窒素肥料の研究のため、臨時窒素研究所が設置された。ここでは甲賀三郎と大下宇陀児が勤務していた。
1897年（明治30年）には、軍馬の当時の必要性から馬飼育業についてフランス法を翻訳し、フランドル地方の馬種改良規則などを研究した。
工場法制定へ向けて全国工場労働者の実態調査をし、その報告書である「職工事情」を1903年（明治36年）に刊行した。
1925年（大正14年）に、農林省（現：農林水産省）と商工省（現：経済産業省）に分割された。

## 農商省
第二次世界大戦中の1943年（昭和18年）11月1日、農商省（のうしょうしょう）が設置された。明治から大正にかけて存在した「農商務省」と異なり、務の文字がないことに注意を要する。長は農商大臣である。
これは、商工省の主要部門が軍需省に移動したため、商工省の残存部門を農林省に統合して「農商省」としたものである。終戦後、軍需省という組織は存在意義を喪失したため、1945年（昭和20年）8月26日、再び農林省と商工省とに分離・復活した。

### 部局
- 大臣官房
- 農務局 - 後の農林省農務局。
- 商務局 - 後の商工省商務局。
- 工務局 - 後の商工省工務局。
- 商工局 - 商務局と工務局を統合して設置。廃止と再設置が繰り返された。後の商工省。現在の経済産業省。
- 山林局 - 後の農林省山林局。現在の林野庁。
- 水産局 - 後の農林省水産局。現在の水産庁。
- 畜産局 - 後の農林省畜産局。現在の農林水産省畜産局。
- 食糧局 - 後の農林省食糧管理局、食糧庁。
- 特許局 - 後の商工省特許局。現在の特許庁。

## 沿革

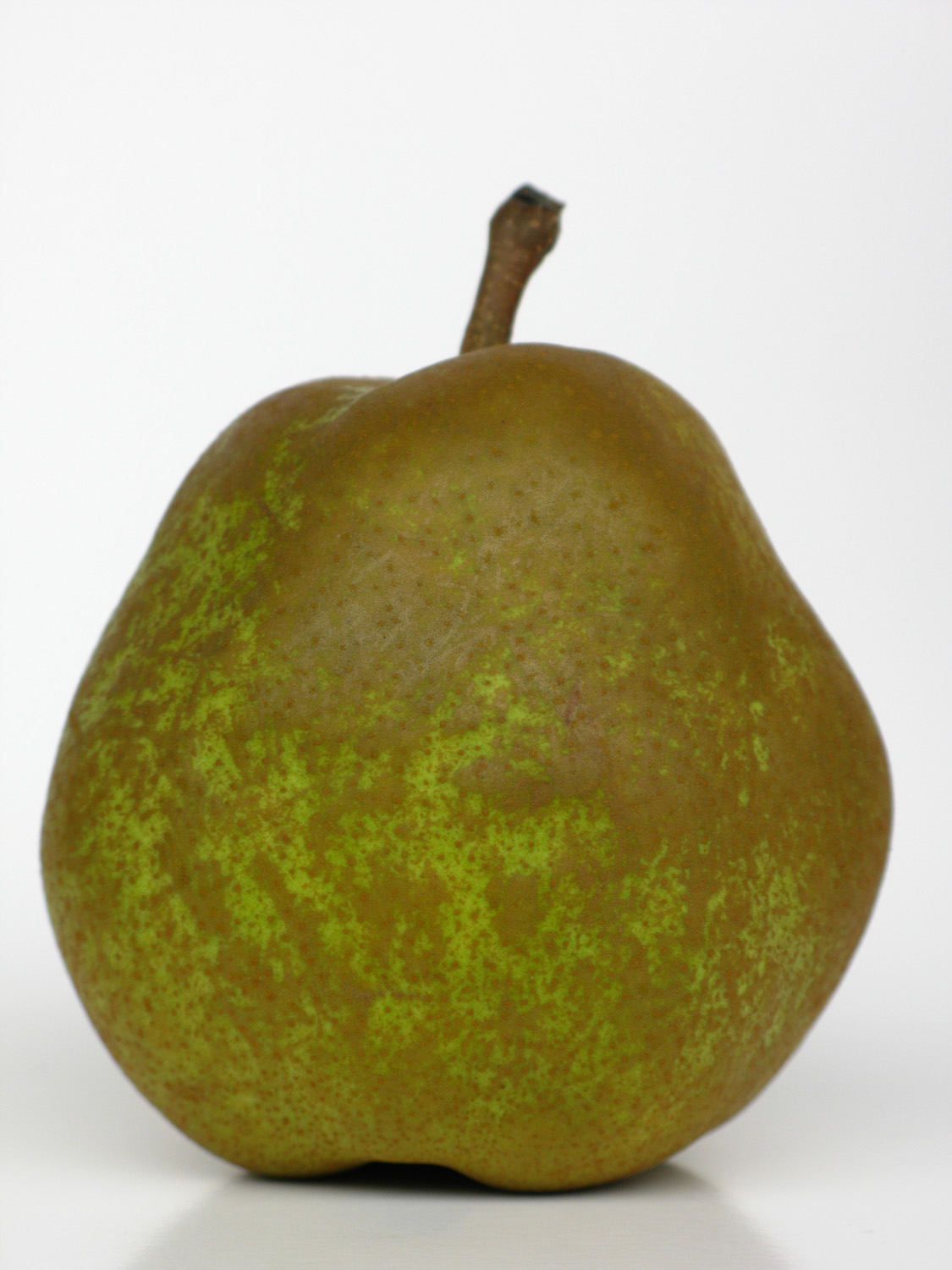
1903年に農商務省農事試験場園芸試験地へ導入されたラ・フランス

- 1881年（明治14年）4月7日、農商務省設置。内務省駅逓局、山林局、勧農局、博物局と大蔵省商務局とを統合。
- 1885年（明治18年）12月22日、内閣制度創設。工部省廃止。逓信省設置。工部省の鉱山事務・工作事務を農商務省に統合。農商務省の駅逓事務・管船事務を逓信省に移管。
- 1896年（明治29年）4月1日、製鉄所を官営組織として創設。
  - 操業開始は1901年（明治34年）2月5日。
- 1925年（大正14年）4月1日、農商務省廃止。農林省と商工省を設置。
  - 農商務省の2分割は農業関係団体からの「農務省」設置要求の建議が数年間にわたって繰り返されてきたことによる。その契機は大正期にはいってからの米価高騰により外国産米輸入措置に対しての農業関係者からの反発が主原因である。
- 1943年（昭和18年）11月1日、農商省設置。

戦時中の軍需産業強化のため、商工省の大半と企画院を統合して軍需省を設置。これに伴い、商工省が所管していた繊維産業や日常生活物資についての統制事務を農林省に移管して、農商省とした。
他に商工省が所管していた倉庫行政は新設の運輸通信省に、交易行政は大東亜省に移管された。
- 1945年（昭和20年）8月26日、農商省廃止。農林省と商工省を再設置。

終戦により軍需省の存在意義は喪失したので旧の組織に復帰させた。ただし、軍需省設置時に逓信省から移管された電力行政は商工省にとどまることとなった。

## 歴代の農商務大臣等

### 歴代の農商務卿
| 農商務卿 | 農商務卿 | 農商務卿                      |
| -------- | -------- | ----------------------------- |
| 1        | 河野敏鎌 | 1881年4月7日-1881年10月20日   |
| 2        | 西郷従道 | 1881年10月20日-1885年12月21日 |

### 歴代の農商務大臣・農商大臣
- 明治憲法のもとでは、内閣総理大臣が交代しても各大臣の地位に影響はなく、何らの任免発令もないまま引き続き大臣の職にとどまることも可能だった。
- 兼任の場合の表記は次のとおり区別した。
  - 「何々大臣による兼任」としたのは、他大臣が本官であり、農商務大臣が兼官の場合。
  - 「何々大臣を兼任」としたのは、他大臣が兼官であり、農商務大臣が本官の場合。
- 歴代の数を振っていない大臣は本来の大臣への免官発令がない状態での兼任発令なので後年で言えば臨時代理に相当するが、この当時は発令方式が整理されておらず後年の理屈に照らせば農商務大臣が同時期に二人存在する状態となっている。在任期間も短くないので割愛することなく掲載した。
- 臨時兼任は代数に含まない。

| 農商務大臣 | 農商務大臣                      | 農商務大臣   | 農商務大臣                  | 農商務大臣                                  | 農商務大臣                                    |
| ---------- | ------------------------------- | ------------ | --------------------------- | ------------------------------------------- | --------------------------------------------- |
| 1          |                                 | 谷干城       | 第1次伊藤内閣               | 1885年12月22日-1887年7月26日                |                                               |
|            |                                 | 西郷従道     | 第1次伊藤内閣               | 1886年3月16日-1886年7月10日                 | 海軍大臣による兼任                            |
|            |                                 | 山縣有朋     | 第1次伊藤内閣               | 1886年7月10日-1887年6月24日                 | 内務大臣による兼任                            |
| 2          |                                 | 土方久元     | 第1次伊藤内閣               | 1887年7月26日-1887年9月17日                 |                                               |
| 3          |                                 | 黒田清隆     | 第1次伊藤内閣               | 1887年9月17日-1888年4月30日                 |                                               |
| 4          |                                 | 井上馨       | 黒田内閣                    | 1888年7月25日-1889年12月23日                |                                               |
| 5          |                                 | 岩村通俊     | 第1次山縣内閣               | 1889年12月24日-1890年5月17日                |                                               |
| 6          |                                 | 陸奥宗光     | 第1次山縣内閣               | 1890年5月17日-1892年3月14日                 |                                               |
| 6          | 第1次松方内閣                   | 陸奥宗光     |                             | 1890年5月17日-1892年3月14日                 |                                               |
| 7          |                                 | 河野敏鎌     | 1892年3月14日-1892年7月14日 | 1892年6月23日-1892年7月14日、司法大臣を兼任 |                                               |
| 8          |                                 | 佐野常民     | 1892年7月14日-1892年8月8日  |                                             |                                               |
| 9          |                                 | 後藤象二郎   | 第2次伊藤内閣               | 1892年8月8日-1894年1月22日                  |                                               |
| 10         |                                 | 榎本武揚     | 第2次伊藤内閣               | 1894年1月22日-1897年3月29日                 |                                               |
| 10         | 第2次松方内閣                   | 榎本武揚     |                             | 1894年1月22日-1897年3月29日                 |                                               |
| 11         |                                 | 大隈重信     | 1897年3月29日-1897年11月6日 | 外務大臣による兼任                          |                                               |
| 12         |                                 | 山田信道     | 1897年11月8日-1898年1月12日 |                                             |                                               |
| 13         |                                 | 伊東巳代治   | 第3次伊藤内閣               | 1898年1月12日-1898年4月26日                 |                                               |
| 14         |                                 | 金子堅太郎   | 第3次伊藤内閣               | 1898年4月26日-1898年6月30日                 |                                               |
| 15         |                                 | 大石正巳     | 第1次大隈内閣               | 1898年6月30日-1898年11月8日                 |                                               |
| 16         |                                 | 曾禰荒助     | 第2次山縣内閣               | 1898年11月8日-1900年10月19日                |                                               |
| 17         |                                 | 林有造       | 第4次伊藤内閣               | 1900年10月19日-1901年6月2日                 |                                               |
| 18         |                                 | 平田東助     | 第1次桂内閣                 | 1901年6月2日-1903年7月17日                  |                                               |
| 19         |                                 | 清浦奎吾     | 第1次桂内閣                 | 1903年7月17日-1906年1月7日                  | 1903年9月22日まで司法大臣による兼任           |
| 19         | 1905年9月16日から内務大臣を兼任 | 清浦奎吾     | 第1次桂内閣                 | 1903年7月17日-1906年1月7日                  |                                               |
| 20         |                                 | 松岡康毅     | 第1次西園寺内閣             | 1906年1月7日-1908年7月14日                  |                                               |
| 21         |                                 | 大浦兼武     | 第2次桂内閣                 | 1908年7月14日-1911年8月30日                 |                                               |
|            |                                 | 小松原英太郎 | 第2次桂内閣                 | 1910年3月28日-1910年9月3日                  | 文部大臣による兼任                            |
| 22         |                                 | 牧野伸顕     | 第2次西園寺内閣             | 1911年8月30日-1912年12月21日                |                                               |
| 23         |                                 | 仲小路廉     | 第3次桂内閣                 | 1912年12月21日-1913年2月20日                |                                               |
| 24         |                                 | 山本達雄     | 第1次山本内閣               | 1913年2月20日-1914年4月16日                 |                                               |
| 25         |                                 | 大浦兼武     | 第2次大隈内閣               | 1914年4月16日-1915年1月7日                  |                                               |
| 26         |                                 | 河野広中     | 第2次大隈内閣               | 1915年1月7日-1916年10月9日                  |                                               |
| 27         |                                 | 仲小路廉     | 寺内内閣                    | 1916年10月9日-1918年9月29日                 |                                               |
| 28         |                                 | 山本達雄     | 原内閣                      | 1918年9月29日-1922年6月12日                 |                                               |
| 28         | 高橋内閣                        | 山本達雄     |                             | 1918年9月29日-1922年6月12日                 |                                               |
| 29         |                                 | 荒井賢太郎   | 加藤（友）内閣              | 1922年6月12日-1923年9月2日                  |                                               |
| 30         |                                 | 田健治郎     | 第2次山本内閣               | 1923年9月2日-1923年12月24日                 | 1923年9月2日-1923年9月6日、司法大臣を兼任     |
| 31         |                                 | 岡野敬次郎   | 第2次山本内閣               | 1923年12月24日-1924年1月7日                 | 文部大臣による兼任                            |
| 32         |                                 | 前田利定     | 清浦内閣                    | 1924年1月7日-1924年6月11日                  |                                               |
| 33         |                                 | 高橋是清     | 加藤（高）内閣              | 1924年6月11日-1925年4月1日                  | 1925年2月5日-1925年2月9日、司法大臣を臨時兼任 |
| 農商大臣   |                                 |              |                             |                                             |                                               |
| 1          |                                 | 山崎達之輔   | 東條内閣                    | 1943年11月1日-1944年2月19日                 |                                               |
| 2          |                                 | 内田信也     | 東條内閣                    | 1944年2月19日-1944年7月22日                 |                                               |
| 3          |                                 | 島田俊雄     | 小磯内閣                    | 1944年7月22日-1945年4月7日                  |                                               |
| 4          |                                 | 石黒忠篤     | 鈴木（貫）内閣              | 1945年4月7日-1945年8月17日                  |                                               |
| 5          |                                 | 千石興太郎   | 東久邇宮内閣                | 1945年8月17日-1945年8月26日                 |                                               |